# Angebotsüberhang
Ein Angebotsüberhang (englisch producer surplus) liegt in der Wirtschaft vor, wenn auf einem Markt das Angebot die Nachfrage übersteigt. Gegensatz ist der Nachfrageüberhang.

## Allgemeines
Funktionierende Märkte tendieren dazu, Angebots- und Nachfragemenge zum Marktpreis oder Gleichgewichtspreis zum Ausgleich zu bringen; es liegt Marktgleichgewicht vor. Angebotsüberhänge sind dagegen ein Indiz für Marktungleichgewichte. Erhöhen die Anbieter bei gegebener Nachfrage {\displaystyle D} ihr Angebot {\displaystyle S} an Gütern oder Dienstleistungen – aus welchem Grund auch immer –, so entsteht ein Angebotsüberhang:
{\displaystyle S>D}.
Der Anbieter kann dann seine gewinnmaximale Angebotsmenge nicht (voll) verkaufen, weil hierfür die Nachfrage fehlt. Der Preismechanismus sorgt für Preissenkungen, die die bisher latente Nachfrage zu konsumwirksamer Nachfrage werden lässt. Denn bei sinkenden Preisen steigt die Nachfrage. Dieser Überhang gibt den Konkurrenten einen Anlass zur Preisunterbietung und/oder zur Verminderung ihrer Kapazitäten. Durch diese Anpassungen verschwindet der Angebotsüberhang nach einiger Zeit, und es tritt Marktgleichgewicht ein.

## Ursachen und Folgen
Angebotsüberhänge sind charakteristisch für Käufermärkte, auf denen die Nachfrager die größere Verhandlungsmacht besitzen. Ein Angebotsüberhang kann sich vor allem entwickeln, wenn die Konkurrenz auf der Anbieterseite sehr groß ist und bei den Nachfragern eine gewisse Marktsättigung eingetreten ist. Hauptursache ist meist die Überproduktion. Der Angebotsüberhang tritt oberhalb des Gleichgewichtspreises auf. Er führt tendenziell zu sinkenden Preisen, es besteht eine deflatorische Wirkung. Auf nicht funktionierenden Märkten wird der Staat regulierend durch Interventionismus eingreifen, etwa früher in der Landwirtschaft beim Butterberg oder auf dem Devisenmarkt durch Devisenmarktintervention. Der Staat tendiert dazu, bei Angebotsüberhängen Mindestpreise festzulegen. So ist beispielsweise eine hohe Arbeitslosigkeit ein Indikator für Angebotsüberhänge beim Arbeitsangebot auf dem Arbeitsmarkt, so dass wegen fallender Arbeitslöhne der Staat durch Mindestlöhne das Existenzminimum der Arbeitnehmer sichern hilft.
Auf dem Geldmarkt heißt der Angebotsüberhang Geldüberhang und der Nachfrageüberhang Geldlücke. Ein Geldmarktgleichgewicht liegt vor, wenn das Geldangebot {\displaystyle M} der Geldnachfrage {\displaystyle L} entspricht:
{\displaystyle M=L}.
Stimmen Geldnachfrage und Geldangebot nicht überein, liegt entweder eine Geldlücke
{\displaystyle M<L}
oder umgekehrt ein Geldüberhang
{\displaystyle M>L}
vor. Letzterer führt zu einer Zinssenkung, bis die Geldnachfrage auf das Zinsniveau der Geldmenge angestiegen ist. Geldlücke oder Geldüberhang erzeugen inflatorische oder deflatorische Wirkungen auf dem Gütermarkt und werden deshalb im Rahmen der Geldpolitik von den Zentralbanken durch Steuerung des Geldangebots beseitigt.

## Abgrenzung
Angebotsüberhang und Nachfragelücke sind zwar modelltheoretisch das gleiche, der Unterschied zwischen beiden liegt jedoch in der Ursache der Differenz und in den Auswirkungen der Mengenänderung. Beispielsweise bewirkt ein Rückgang der Investitionsneigung bei gegebenem Kreditzins einen Angebotsüberhang auf dem Kreditmarkt, dem eine hierdurch entstehende Nachfragelücke auf dem Investitionsgütermarkt entspricht. Bei einem Angebotsüberhang sinkt der Preis bei steigender Menge, während bei der Nachfragelücke sowohl der Preis als auch die Menge sinkt. Die Unterschiede lassen sich aus folgender Tabelle ablesen:
| Marktungleichgewicht | Preisänderung   | Mengenänderung   |
| -------------------- | --------------- | ---------------- |
| Nachfrageüberhang    | Preissteigerung | Mengensteigerung |
| Nachfragelücke       | Preisrückgang   | Mengenrückgang   |
| Angebotsüberhang     | Preisrückgang   | Mengensteigerung |
| Angebotslücke        | Preissteigerung | Mengenrückgang   |

Während die Nachfragelücke einen Preis- und Mengenrückgang zur Folge hat, ist der Angebotsüberhang durch einen Preisrückgang und eine Mengensteigerung gekennzeichnet. Beim Nachfrageüberhang gibt es eine Preis- und Mengensteigerung, während die Angebotslücke sich einer Preissteigerung bei gleichzeitigem Mengenrückgang gegenübersieht.
Ein Angebotsüberhang ist stets auf Aktivitäten der Anbieter zurückzuführen. Bauern versuchen im Rahmen der „antikonjunkturellen Reaktion“ einen Einkommensausfall wegen fallender Agrarpreise durch Erhöhung des Angebotes auszugleichen. Hierdurch kann es zu einem Angebotsüberhang kommen, der allerdings keine Nachfragelücke darstellt, weil es zu einer Veränderung des Angebotsverhaltens gekommen ist. Umgekehrt liegt eine Nachfragelücke vor, wenn ein Nachfragerückgang zu verzeichnen ist, ohne dass sich die Angebotssituation verändert hätte.